# Истиклол (архитектурный комплекс)

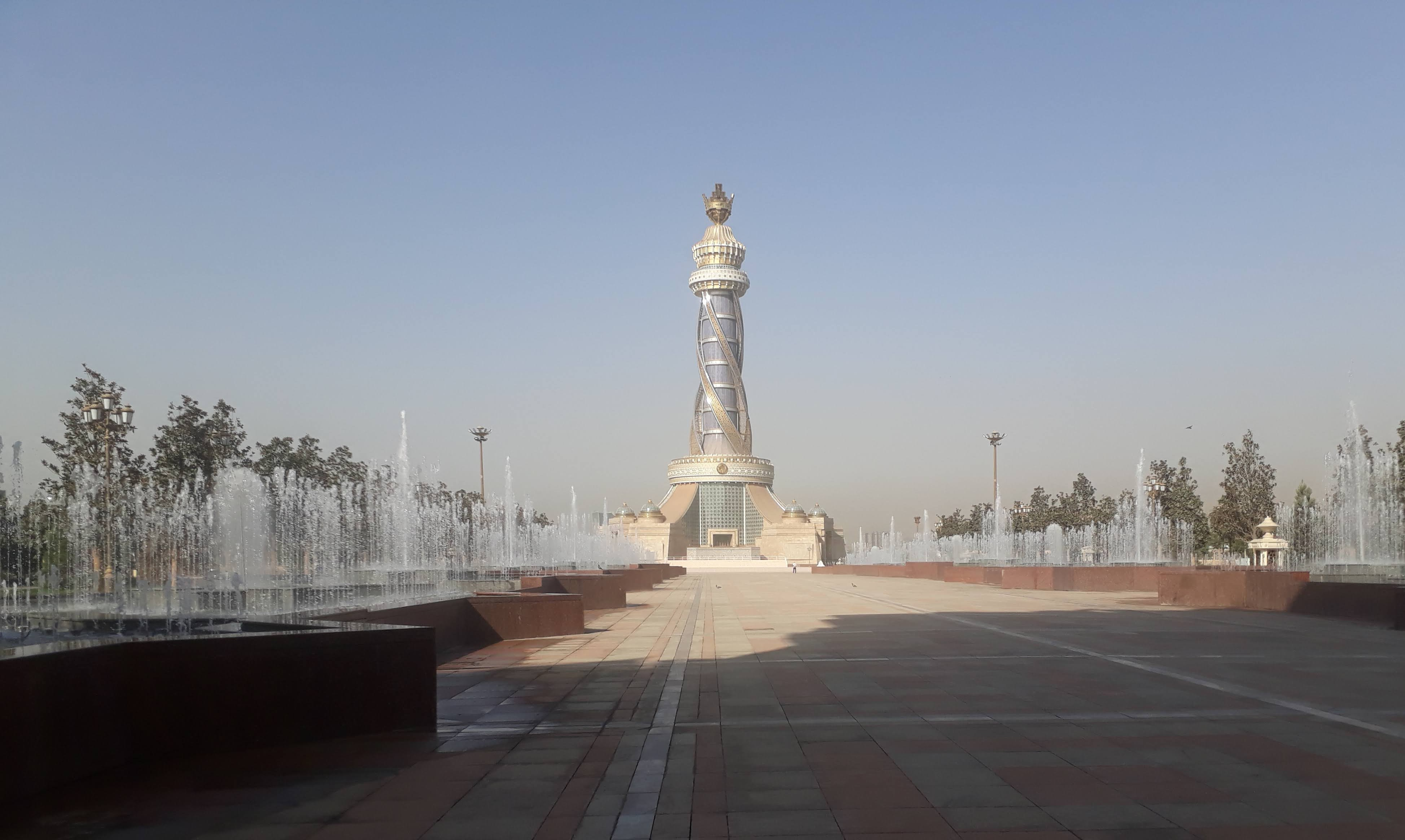
Архитектурный комплекс «Истиклол» в г. Душанбе

Архитектурный комплекс «Истиклол» в г. Душанбе, вечером

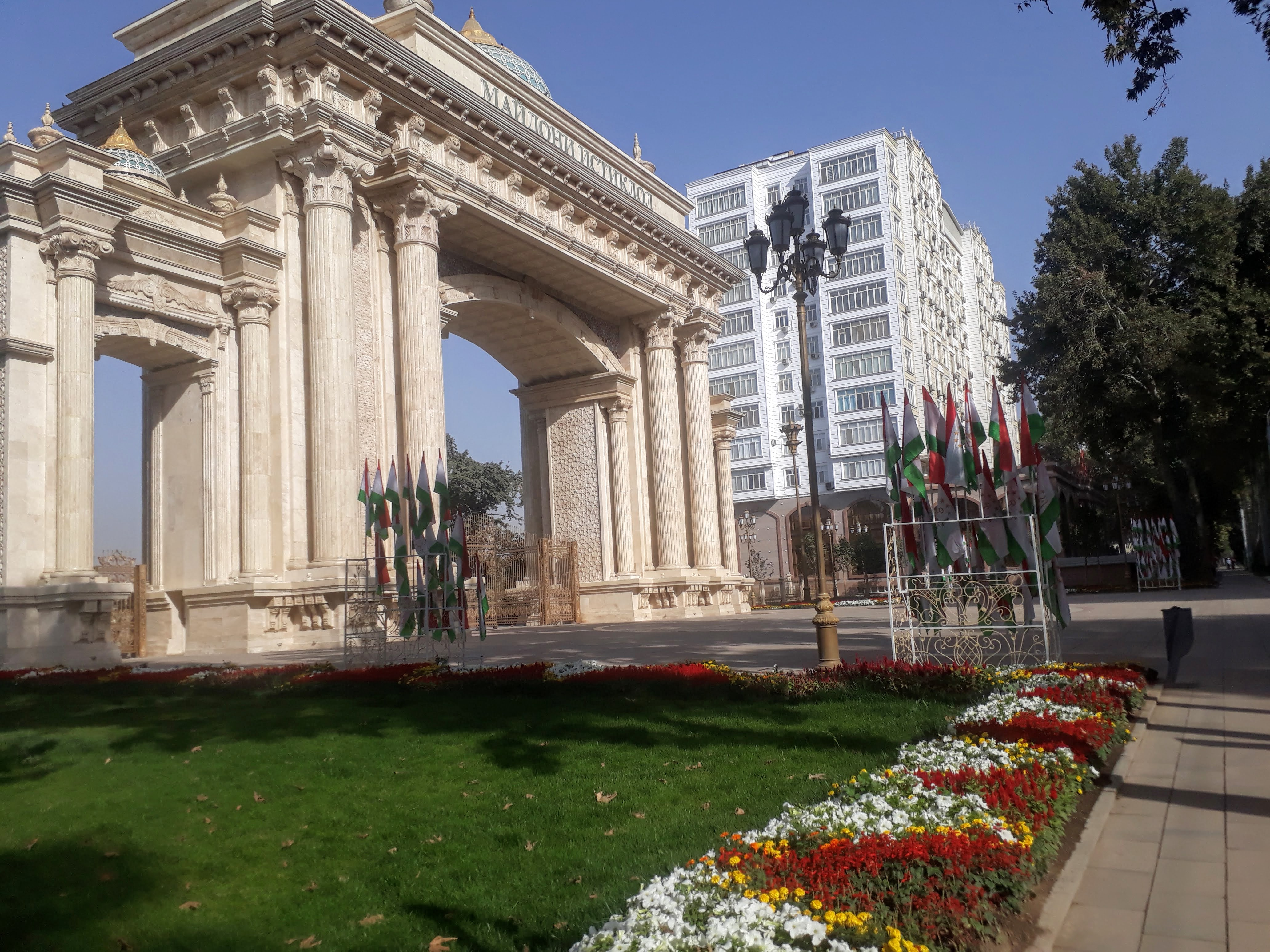
Главная арка, Архитектурный комплекс «Истиклол» в г. Душанбе.

Комплекс «Независимости» (тадж. Маҷмааи «Истиқлол»; также комплекс «Независимость и Свобода») — архитектурный комплекс в центре Душанбе, расположен на проспекте Рудаки на пресечении улицы Саида Носира недалеко от Таджикского государственного педагогического университета. Комплекс «Истиклол» сдан в эксплуатацию 8 сентября 2022 года.
8 сентября 2022 года состоялось открытие комплекса «Истиклол» в центре Душанбе. Архитектурный комплекс имеет высоту 121 метр, что символично, то есть нижняя часть комплекса 30 метров — символ 30-летия государственной независимости, а верхняя часть 91 метр, что олицетворяет год провозглашения суверенитета страны и достижения Таджикистана в период независимости.
Общая площадь символического комплекса «Истиклол» составляет 11 900 квадратных метров, а площадь строящегося объекта — 4 761 квадратный метр.
В верхней части комплекса находится 8-метровая корона из титана. В корона воплощает в себе символ государственности, независимости, государственной собственности и цивилизации, познания истории древнего таджикского народа. Основание комплекса представляет собой восьмигранную пирамиду и состоит из 7 входов.
Первый этаж архитектурного объекта состоит из 7 открытых и просторных выставочных залов, рецепции и кинозала 5D на 12 мест. На втором этаже комплекса организован исторический музей города Душанбе, который состоит из галереи и «Тахти Точикон», имеет 15 рабочих комнат, переговорную и диспетчерскую для камер наблюдения.
Музей включает в себя различные исторические этапы, и в основном в нём собраны находки, которые были найдены при археологических раскопках в городе Душанбе. В частности, туда были помещены каменные топоры, относящиеся к каменному веку, которые были найдены в махалле Лучоб и на берегу реки Душанбинка.
Одним из интересных мест комплекса является его смотровая площадка, которая находится на 14 этаже, на уровне 94 метров. Смотровая площадка круглая и имеет 4 больших телескопа.